# Мутеметса
Мутеметса (ест. Mutemetsa), також Мутемитса (ест. Mutõmõtsa) — село в Естонії, входить до складу волості Варсту, повіту Вирумаа.
За даними перепису 2011 року в селі проживало 17 осіб, за національністю — усі естонці.